# 径向磁场电机
径向磁场电机是目前广泛使用的电机，其有效磁场方向为径向，通过径向磁场的相互作用来工作——作为发电机发出电流或作为电动机输出力矩。

## 优点
1. 从外形上说，径向尺寸较小
2. 从工作形式上说，适用于交流电机

## 缺点
1. 从外形上说，轴向尺寸较大
2. 交流电机加换向器改造而成的直流电机其电流依然有交流电机正弦电流的影子